# جان اشمیت
جان اشمیت (انگلیسی: John Schmitt; ۲۳ دسامبر ۱۹۰۱ – ۱۳ ژوئن ۱۹۹۱) قایقران روئینگ اهل ایالات متحده آمریکا بود.